# Конвой №4920
Конвой № 4920 — японський конвой часів Другої світової війни, проведення якого відбувалось у вересні — жовтні 1943-го.
Вихідним пунктом конвою став атол Трук у центральній частині Каролінських островів, де ще до війни створили потужну базу японського ВМФ, з якої до лютого 1944-го провадились операції в цілому ряді архіпелагів. До складу конвою увійшли флотський танкер «Ноторо» і транспорти «Чійо-Мару» (Chiyo Maru), «Сінюбарі-Мару» та «Чоко-Мару», тоді як охорону забезпечували есмінець «Оіте» та мисливець за підводними човнами CH-29 (крім того, існують відомості, що залучили якийсь переобладнаний мисливець за підводними човнами із серії «Такунан-Мару»).
Загін вийшов у море 20 вересня 1943-го, а вже наступної доби за чотири сотні кілометрів на північний захід від Труку американський підводний човен USS Haddock поцілив торпедою «Сінюбарі-Мару», ще одна торпеда влучила в «Оіте», але не вибухнула. Човен продовжив переслідування конвою і менш ніж за 5 годин дав залп зі ще шести торпед, одна з яких поцілила «Ноторо». Втім, і це судно не затонуло, а попрямувало на Трук під охороною CH-29. Інші судна, включаючи «Сінюбарі-Мару», 24 вересня прибули на Маріанські острови до Сайпану та Тініану.
«Сінюбарі-Мару» ремонтувалось на Сайпані до лютого 1944-го, а потім спробувало перейти до Японії, проте цього разу таки було потоплене підводним човном. «Ноторо» ремонтувався на Труці до січня 1944-го, після чого перейшов до Йокосуки з конвоєм № 4212. Що стосується «Чоко-Мару», то воно не затрималось на Маріанських островах надовго і вже 30 вересня було в Сасебо (західне узбережжя Кюсю).